# Maison Alivon
Pour les articles homonymes, voir Alivon.
La maison J. B. Alivon est un fabricant français d'outils servant au marquage à chaud et de matériels de reliure, fondé à Paris en 1812. C'est l’un des ateliers les plus anciens  de fabrication de fers à dorer, de caractères, et autres outils à dorer le cuir, ainsi que des poinçons et des empreintes à gaufrage. 

## Description
Le nom provient de Jean-Baptiste Alivon, diplômé des Art et métiers d’Aix-en-Provence, passionné de fonderie et de gravure, installé initialement 4 rue de l'Hôtel-Colbert, qui fédère à la fin du XIXe siècle avec son associé Maurice Malouin, plusieurs ateliers de gravure et de fonderie tels les maisons E. Adam, Petitbon, et Revert & Bereux, sous une nouvelle adresse, au 3 rue rue Jean-de-Beauvais. En 1912, Alivon-Malouin déménage l'atelier au 36 rue Lacépède.
Travaillant avec ses fils Antoine et Amédée, il développe l'entreprise pendant l’entre-deux-guerres période faste pour le marquage à chaud et la dorure. Outre, bien sûr les livres, de multiples objets du quotidien tels les fonds de chapeaux, la maroquinerie, les malles, mais aussi les simples documents luxueux se devaient d'être dorés à l’or fin.
Antoine était responsable de fonderie, son frère Amédée de la gravure.
À la mort de leur père en 1943, Antoine prit la direction de société secondé par son frère qui devait disparaitre prématurément en 1947. Antoine Alivon continua le développement de l’entreprise, intégrant aussi en 1957 Monsieur Morand lui-même successeur des maisons Longien et Béarel.
Son fils Pascal vient le rejoindre à la fin des années 1970 afin de perpétuer la tradition mais aussi en créant un département feuilles et films de marquage à chaud (feuilles d’or, films d’or véritable et de couleurs).
Aujourd’hui Marion Saussier, belle-fille de Pascal continue à gérer l'entreprise et préserve le savoir-faire, dans la boutique du boulevard Saint-Marcel, installée à cette adresse depuis 1979.